# El Cuervo de Sevilla
El Cuervo de Sevilla é um município da Espanha, na província de Sevilha, comunidade autónoma da Andaluzia. Tem 30,43 km² de área e em 2021 tinha 8 667 habitantes (densidade: 284,8 hab./km²). Pertence à comarca do Bajo Guadalquivir.